# South African Ladies Masters
De South African Ladies Masters was een jaarlijks golftoernooi in Zuid-Afrika, dat deel uitmaakte van de Nedbank Ladies Professional Golf Tour en de Ladies European Tour. Het toernooi vond telkens plaats op verschillende golfbanen in Zuid-Afrika.
Het toernooi stond jarenlang op de kalender van de Nedbank LPGT. Het vond ook eenmalig op de kalender van de Ladies European Tour, in 2001.

## Winnaressen
| Jaar                                            | Baan                         | Locatie                      | Winnares                     | Score                        | Score                        | Informatie                   |
| Ladies South African Masters                    | Ladies South African Masters | Ladies South African Masters | Ladies South African Masters | Ladies South African Masters | Ladies South African Masters | Ladies South African Masters |
| ----------------------------------------------- | ---------------------------- | ---------------------------- | ---------------------------- | ---------------------------- | ---------------------------- | ---------------------------- |
| 1996                                            |                              |                              | Sally Little                 |                              |                              | [ 1 ]                        |
| South African Ladies Masters                    |                              |                              |                              |                              |                              |                              |
| 1997                                            |                              |                              | Laurette Maritz              |                              |                              | [ 2 ]                        |
| 1998                                            |                              |                              |                              |                              |                              |                              |
| 1999                                            |                              |                              |                              |                              |                              |                              |
| 2000                                            |                              |                              |                              |                              |                              |                              |
| Nedbank Mastercard South African Ladies Masters |                              |                              |                              |                              |                              |                              |
| 2001                                            | Gary Player Country Club     | Sun City                     | Samantha Head                | 210                          | –6                           | [ 3 ] [ 4 ]                  |
| Nedbank South African Ladies Masters            |                              |                              |                              |                              |                              |                              |
| 2002                                            | Houghton Golf Club           | Houghton                     | Mandy Adamson                |                              |                              | [ 5 ]                        |
| 2003                                            |                              |                              | Laurette Maritz              |                              |                              | [ 2 ]                        |
| 2004                                            |                              |                              |                              |                              |                              |                              |
| 2005                                            |                              |                              |                              |                              |                              |                              |
| 2006                                            | Killarney Country Club       | Johannesburg                 | Ashleigh Simon am            | 209                          | –7                           | [ 6 ]                        |